# مالیمبه راشل
مالیمبه راشل (نام علمی: Malimbus racheliae) نام یک گونه از سرده مالیمبه‌ها است.